# Candoni
Candoni ist eine Gemeinde in der Provinz Negros Occidental auf der Insel Negros auf den Philippinen. Sie hat 21.789 Einwohner (Zensus 1. August 2015), die in 9 Barangays leben. Sie gehört zur 4. Einkommensklasse der Gemeinden auf den Philippinen und wird als partiell urbanisiert beschrieben.
Sie liegt ca. 137 km südlich von Bacolod City. Die Reisezeit beträgt ca. 3 Stunden mit dem Bus, mit dem Auto ca. zwei und eine halbe Stunde. Ab Kabankalan City besteht auch die Möglichkeit mit einem Jeepney zu reisen. Ihre Nachbargemeinden sind Cauayan im Norden, Ilog im Osten, Hinoba-an im Süden und im Westen grenzt die Gemeinde an Sipalay City. Die Topographie der Gemeinde wird im Westen als hügelig bis gebirgig beschrieben. Candoni liegt Wassereinzugsgebiet des Ilog Rivers.
Im Gemeindegebiet befindet sich die Sit-in Grotte, sie ist 150 Meter lang und formt sich zu einem kathedralenartigen Abschluss aus. In ihr befindet sich ein kleiner See.

## Barangays
| - Agboy - Banga - Cabia-an - Caningay - Gatuslao | - Haba - Payauan - Poblacion East - Poblacion West |